# ريتشارد أنغولو
ريتشارد أنغولو (بالإنجليزية: Richard Angulo)‏ هو لاعب كرة قدم أمريكية أمريكي، ولد في 30 نوفمبر 1980 في سانتا آنا في الولايات المتحدة.

## وصلات خارجية
- ريتشارد أنغولو على موقع مرجع كرة القدم المحترفة.كوم (الإنجليزية)